# Rälbyviken
Rälbyviken (estniska: Rälby laht) är en vik på norra Ormsö i västra Estland. Den ligger i Ormsö kommun i landskapet Läänemaa, 100 km sydväst om huvudstaden Tallinn. 
Den är tudelad och den västra viken benämns också Rännan och den östra Austurvike. Mellan de mindre vikarna ligger udden Klubba. I Rälbyviken ligger ön Långgrundet och strax nordöst därom ön Tjuka. Vid Rälbyviken ligger byarna Borrby, Rälby och Diby.